# Tactic
Tactic ist ein Ort (Villa) in Guatemala. Tactic ist Verwaltungssitz der gleichnamigen Großgemeinde (spanisch municipio) im Departamento Alta Verapaz. In dem 85 km² großen Municipio leben rund 25.000 Menschen, in Tactic etwa 3.200.

## Geographie
Tactic liegt im Südwesten von Alta Verapaz im Tal des Río Cahabón auf etwa 1.500 m Höhe. Rund 75 Prozent des Gemeindegebietes erstreckt sich im umliegenden Bergland, dessen höchster Gipfel hier 2.251 m erreicht. Das Gemeindegebiet wird geprägt von Nebelwald und feucht-gemäßigtem Klima. Die Landschaft ähnelt in verblüffender Weise dem mitteleuropäischen Voralpenland.
Tactic grenzt im Norden an die Gemeinde Cobán, im Osten an Tamahú im Tal des Río Polochic, Westen an Santa Cruz Verapaz und im Süden San Miguel Chicaj in Baja Verapaz.
Auf dem Gebiet des Municipios liegen neben Tactic noch elf Dörfer (Aldeas): Chacalté, Chiacal, Chiallí, Cuyquel, El Manantial, Guaxpac, La Cumbre, Las Flores, Pansinic, Pasmolón und Tampó, sowie 31 Weiler (Caseríos) (El Aguacatillo, Agua Fria, Canxul, Chiallí, Chijulhá, Chamahoj, Chijí, San José Chi-Iixim, Chamche, Nuevo Chojol, Chimaxpop, Chichugua, Chican, El Platero, Cumbre de Pansinic, Nuevo San Julián, Bempec, Parrachoch, Pansalché, El Platanar, Rocjá, Río Frio, San Julián, Chisac, Samelb, Cahaboncito, Sabob, El Porvenir, El Astillero, Rancha und Chi-Ixim) und drei selbständige Gutshöfe (Fincas) (La Esperanza, Chabalcoy, La Paz). Die Villa Tactic unterteilte sich offiziell in die zwei ursprünglichen Ortsteile (Barrios) Asunción und San Jacinto, später wurde es in 8 Zonen gegliedert. Zu Tactic gehört auch die Siedlung El Arco.

## Bevölkerung
Der Großteil der Bevölkerung gehört zur Maya-Gruppe der Pocomchí, Kekchí leben vorwiegend in den Aldeas El Manantial und La Cumbre, in Chacalté gibt es eine kleine Achí-Gemeinschaft, die vor langer Zeit aus der Gegend von Rabinal in Baja Verapaz zuzog. Im Jahr 2002 lebten von den insgesamt 24.535 Einwohnern nur 3.179 in der Villa Tactic, der Rest auf dem Land.

## Geschichte
In präkolonialer Zeit gab es auf dem Gebiet des heutigen Municipios mehrere Zeremonialzentren der Maya. Das Gebiet wurde damals von den Pocomchí „Chiabaatz“, „Ruk´Ux´Akal“ und auch „Ratz´uum“ genannt. Der spätere Name Tactic dürfte auf eine Verballhornung einer Pocomchí-Bezeichnung für „Pfirsiche“ beruhen, die die Spanier hier anbauten („Taq-Aj-Tik“: etwa „Auf ins Pfirsich-Land!“). Die offizielle Gründung Tactics wird auf die ersten Taufen zurückgeführt, die die Dominikaner hier am 2. Juli 1545 durchführten. Die Mönche gründeten zu jener Zeit auch die Pfarrgemeinde Santa María Tactic und prägten die Gegend auch in den folgenden Jahrhunderten ganz wesentlich. Nachdem das Departamento Verapaz am 4. Mai 1877 in die beiden heutigen Departamentos Alta und Baja Verapaz geteilt worden war und Tactic zunächst zu Baja Verapaz gehört hatte, schlug die Regierung Guatemalas es am 10. Dezember 1877 Alta Verapaz zu. In neuerer Zeit wurde Tactic Ziel nordamerikanischer protestantischer Missionare. Etwa 60 Prozent der Einwohner Tactics gehören heute einer protestantischen Religionsgemeinschaft an.

## Wirtschaft und Verkehr
Tactic liegt an der Fernstraße CA 14, die von El Rancho (El Progreso) an der Atlantikfernstraße CA 9 nach Cobán, der Hauptstadt von Alta Verapaz führt. Auf Grund seiner Lage an der südlichen Grenze des Departamentos gilt es daher auch als „Tor von Alta Verapaz“. Bei Tactic zweigt von der CA 14 auch die Nationalstraße 7 nach Panzós und El Estor am Izabal-See ab. Tactic profitiert daher etwas vom Durchgangsverkehr. Zu den Sehenswürdigkeiten vor Ort zählt die auf einem Hügel bei Tactic gelegene Kapelle Chi-Ixim, die auch Ziel zahlreicher einheimischer Pilger ist, und das Turicentro Chamché mit seinen Mineralquellen. Von Bedeutung sind die Milchwirtschaft und die Viehzucht sowie der Anbau von Mais, Bohnen, Tomaten, Kartoffeln und etlichen anderen Obst- und Gemüsearten.